# Elecciones municipales de 2023 en Barcelona
Las elecciones municipales de 2023 se celebraron en Barcelona el domingo 28 de mayo, de acuerdo con el Real Decreto de convocatoria de elecciones locales en España y publicado en el Boletín Oficial del Estado. Se eligieron los 41 concejales del pleno del Ayuntamiento de Barcelona, a través de un sistema proporcional (método d'Hondt), con listas cerradas y un umbral electoral del 5 %.

## Candidaturas
Fueron proclamadas 24 candidaturas.

## Resultados
Los resultados completos correspondientes al escrutinio definitivo se detallan a continuación:
|  | 22,45 % |

|  | 19,82 % |

|  | 19,76 % |

|  | 11,24 % |

|  | 9,22 % |

|  | 5,71 % |

|  | 3,79 % |

|  | 2,31 % |

|  | 1,09 % |

|  | 1,08 % |

|  | 1,07 % |

|  | 0,34 % |

|  | 0,26 % |

|  | 0,21 % |

|  | 0,14 % |

|  | 0,14 % |

|  | 0,11 % |

|  | 0,06 % |

|  | 0,05 % |

|  | 0,04 % |

|  | 0,03 % |

|  | 0,03 % |

|  | 0,02 % |

|  | 0,01 % |

|  | 1,01 % |

|  | 60,65 % |

## Concejales electos
Relación de concejales electos:
| N.º | Nombre                            | Lista | Lista                 |
| --- | --------------------------------- | ----- | --------------------- |
| 1   | Xavier Trias i Vidal de Llobatera |       | TRIASxBCN-CM (Junts)  |
| 2   | Jaume Collboni Cuadrado           |       | PSC-CP                |
| 3   | Ada Colau Ballano                 |       | Barcelona en Comú-C   |
| 4   | Ernest Maragall i Mira            |       | ERC-AM                |
| 5   | Neus Munté i Fernández            |       | TRIASxBCN-CM (PDeCAT) |
| 6   | Maria Eugènia Gay Rosell          |       | PSC-CP                |
| 7   | Jordi Martí Grau                  |       | Barcelona en Comú-C   |
| 8   | Daniel Sirera Bellés              |       | PP                    |
| 9   | Jordi Martí Galbis                |       | TRIASxBCN-CM (Junts)  |
| 10  | Laia Bonet Rull                   |       | PSC-CP                |
| 11  | Janet Sanz Cid                    |       | Barcelona en Comú-C   |
| 12  | Gonzalo de Oro-Pulido Plaza       |       | VOX                   |
| 13  | Elisenda Alamany i Gutiérrez      |       | ERC-AM                |
| 14  | Victòria Alsina i Burgués         |       | TRIASxBCN-CM (DC)     |
| 15  | Albert Batlle i Bastardas         |       | PSC-CP                |
| 16  | Guillermo López Ginés             |       | Barcelona en Comú-C   |
| 17  | Juan Bautista Milián Querol       |       | PP                    |
| 18  | Damià Calvet i Valera             |       | TRIASxBCN-CM (Junts)  |
| 19  | David Escudé Rodríguez            |       | PSC-CP                |
| 20  | Gemma Tarafa Orpinell             |       | Barcelona en Comú-C   |
| 21  | Ester Capella i Farré             |       | ERC-AM                |
| 22  | Joana Ortega i Alemany            |       | TRIASxBCN-CM (PDeCAT) |
| 23  | Marta Villanueva Cendán           |       | PSC-CP                |
| 24  | Jessica González Herrera          |       | Barcelona en Comú-C   |
| 25  | Josep Rius Alcaraz                |       | TRIASxBCN-CM (Junts)  |
| 26  | María Ángeles Esteller Ruedas     |       | PP                    |
| 27  | Liberto Senderos Oliva            |       | VOX                   |
| 28  | Josep Lluís Franco Rabell         |       | PSC-CP                |
| 29  | Lucía Martín González             |       | Barcelona en Comú-C   |
| 30  | Jordi Castellana i Gamisans       |       | ERC-AM                |
| 31  | Joan Rodríguez i Portell          |       | TRIASxBCN-CM (Junts)  |
| 32  | Maria Assumpció Laïlla i Jou      |       | TRIASxBCN-CM (Junts)  |
| 33  | María Rosa Alarcón Montañés       |       | PSC-CP                |
| 34  | Marc Serra Solé                   |       | Barcelona en Comú-C   |
| 35  | Víctor Martí de Villasante        |       | PP                    |
| 36  | Eva Baró i Ramos                  |       | ERC-AM                |
| 37  | Ramon Tremosa i Balcells          |       | TRIASxBCN-CM (Junts)  |
| 38  | Jordi Valls i Riera               |       | PSC-CP                |
| 39  | Carolina Recio Cáceres            |       | Barcelona en Comú-C   |
| 40  | Francina Vila Valls               |       | TRIASxBCN-CM (Junts)  |
| 41  | Raquel Gil Eiroa                  |       | PSC-CP                |

## Encuestas
| Encuestadora                                        | Fecha                 | Tamaño | Participación | ERC             | BComú              | PSC        | Cs      | JxCat     | PP      | CUP     | Vox     |        |       |       |       | Distancia |   |   |   |   |     |
| --------------------------------------------------- | --------------------- | ------ | ------------- | --------------- | ------------------ | ---------- | ------- | --------- | ------- | ------- | ------- | ------ | ----- | ----- | ----- | --------- | - | - | - | - | --- |
| Encuestadora                                        | Fecha                 | Tamaño | Participación | RTVE/DatosRTVE  | 13 de mayo de 2023 |            | ?       | 14.8 7    | 19.9 10 | 20.8 10 | 1.3 0   | 18.9 9 | 7.1 3 | 2.8 1 | 3.5 1 | Distancia | – | – | – | – | 0.9 |
| ElDiario.es/CIS                                     | 11 de mayo de 2023    |        | ?             | 13.2 6/7        | 24.8 11/13         | 22.5 10/12 | 2.3 0   | 17.3 8/9  | 7.0 2/3 | –       | –       | –      | –     | –     | –     | 2.3       |   |   |   |   |     |
| 20minutos/Celeste-Tel                               | 10 de mayo de 2023    |        | ?             | 16.9 8          | 17.6 9             | 21.2 10    | –       | 17.2 8    | 7.0 3   | –       | –       | –      | –     | 6.5 3 | –     | 4.0       |   |   |   |   |     |
| 20minutos/Ipsos                                     | 10 de mayo de 2023    |        | ?             | 10.4 5          | 21.8 10            | 19.8 9     | 1.5 0   | 21.4 10   | 6.9 3   | 4.6 0   | 9.1 4   | 2.1 0  | –     | –     | –     | 0.4       |   |   |   |   |     |
| ElIndependiente/Netquest                            | 30 Abr 2023           |        | ?             | 14.0 5/8        | 18.5 8/10          | 18.0 7/9   | 5.5 0/3 | 16.5 6/9  | 8.0 2/5 | 6.5 0/4 | 7.5 0/5 | –      | –     | –     | –     | 0.5       |   |   |   |   |     |
| RTVE/DatosRTVE                                      | 27 Abr 2023           |        | ?             | 15.1 7          | 19.6 9             | 20.2 10    | 1.8 0   | 21.7 10   | 6.7 3   | 4.1 1   | 4.3 1   | –      | –     | –     | –     | 1.5       |   |   |   |   |     |
| RTVE/DatosRTVE                                      | 20 Abr 2023           |        | ?             | 15.5 7          | 20.4 9             | 21.1 10    | 1.9 0   | 20.9 10   | 6.5 3   | 4.3 1   | 4.4 1   | –      | –     | –     | –     | 0.2       |   |   |   |   |     |
| RTVE/DatosRTVE                                      | 13 Abr 2023           |        | ?             | 15.2 7          | 19.5 9             | 20.5 10    | 2.6 0   | 21.1 10   | 7.4 3   | 2.2 1   | 4.6 1   | –      | –     | –     | –     | 0.6       |   |   |   |   |     |
| Electrográfica/Netquest                             | 12 Abr 2023           |        | ?             | 17.8 9          | 18.5 9             | 16.4 8     | 4.1 0   | 18.1 9    | 6.8 3   | 4.5 0   | 7.4 3   | –      | –     | –     | –     | 0.4       |   |   |   |   |     |
| ElPeriodico                                         | 28 Mar 2023           |        | ?             | 16.4 7          | 18.5 9             | 20.5 9     | 3.6 0   | 19.0 9    | 6.6 3   | 5.1 2   | 5.1 2   | –      | –     | –     | –     | 1.5       |   |   |   |   |     |
| ElIndependiente/SigmaDos                            | 13 Mar 2023           |        | ?             | 15.8 6/7        | 19.2 8/9           | 20.5 9/10  | –       | 20.4 9/10 | 8.4 5/6 | –       | –       | –      | –     | –     | –     | 0.1       |   |   |   |   |     |
| ElNacional.cat/RAC1                                 | 3 Mar 2023            |        | ?             | 11.5 5          | 22.5 10            | 19.7 9     | 1.2 0   | 23.5 11   | 7.5 3   | 4.4 0   | 6.3 3   | 1.0 0  | –     | –     | –     | 1         |   |   |   |   |     |
| ElPeriodico                                         | 23 Feb 2023           |        | ?             | 17.0 8          | 18.0 8             | 20.6 10    | 4.1 0   | 18.4 8    | 6.3 3   | 5.1 2   | 5.0 2   | –      | –     | –     | –     | 1.2       |   |   |   |   |     |
| ElNacional/KeyData                                  | 19 Feb 2023           |        | ?             | 15.1 7          | 18.2 9             | 20.6 10    | 3.1 0   | 21.2 10   | 6.6 3   | 5.3 2   | –       | –      | –     | –     | –     | 0.6       |   |   |   |   |     |
| ElPeriodico/GESOP                                   | 29 Ene 2023           |        | ?             | 15.8 8          | 17.8 9             | 20.7 10    | 2.9 0   | 22.0 11   | 7.3 3   | 3.6 0   | 4.0 0   | 1.0 0  | –     | –     | –     | 1.3       |   |   |   |   |     |
| ElPeriodico                                         | 17 Ene 2023           |        | ?             | 17.5 8          | 18.3 8             | 21 10      | 4.8 0   | 16.7 8    | 6.3 3   | 5.6 2   | 5.5 2   | –      | –     | –     | –     | 2.7       |   |   |   |   |     |
| LibertadDigital/LaVanguardia                        | 15 Ene 2023           |        | ?             | 10.4 5          | 22.2 10            | 21.7 8     | 1.9 0   | 24.9 12   | 5.9 2   | 5.1 2   | 3.9 0   | 1.2 0  | –     | –     | –     | 0.7       |   |   |   |   |     |
| elindependiente.com/Ara                             | 8 Ene 2023            |        | ?             | 16 8/9          | 16 8/9             | 20 9/10    | 4.9 0   | 16 8/9    | 8 3/4   | 7.6 3/4 | 5.3 2/3 | –      | –     | –     | –     | 4         |   |   |   |   |     |
| 20 Minutos/Metroscopia                              | 23 Dic 2022           | 800    | ?             | 16.2 7-8        | 17.4 8-9           | 24.3 11-12 | -       | 16.5 7-8  | 6 2-3   | 6.3 2-3 | 5.7 2-3 | –      | –     | –     | –     | 7         |   |   |   |   |     |
| ElectoPanel/Metrópoli                               | 30 Nov 2022           |        | ?             | 22.4 12         | 22 12              | 21.8 12    | 3.8 0   | 9.1 5     | 4.8 0   | 4.6 0   | 3.2 0   | 3.2 0  | –     | –     | –     | 0.4       |   |   |   |   |     |
| Foment/ElPeriodico                                  | 26-30 Sep 2022        | 1000   | ?             | 10.1 10/11      | 9.5 9/10           | 10.8 11/12 | 2.7 0   | 8.1 8/9   | 4.4 2/3 | 2.1 0   | 1.2 0   | –      | –     | –     | –     | 0.7       |   |   |   |   |     |
| ElectoPanel/Metrópoli                               | 17 Jul 2022           |        | ?             | 23.5 12         | 20.5 10            | 20.2 10    | 5.1 2   | 10.1 5    | 5.3 2   | 4.1 0   | 3.2 0   | 3.2 0  | 0.8 0 | –     | –     | 3.0       |   |   |   |   |     |
| Barómetro municipal/Ayuntamiento de Barcelona       | 4 jul 2022            |        | ?             | 10.9 15         | 11.9 16            | 7.5 10     | 0.8 0   | 3.4 0     | 1.7 0   | 2.9 0   | 1.1 0   | –      | –     | –     | –     | 1         |   |   |   |   |     |
| ElectoPanel/Metrópoli                               | 23 Jun 2022           |        | ?             | 23.3 12         | 20.1 11            | 21 11      | 5.3 2   | 10.1 5    | 4.7 0   | 3.6 0   | 3.1 0   | 2.8 0  | 0.8 0 | –     | –     | 1.7       |   |   |   |   |     |
| Feedback/El Nacional                                | 10–19 de mayo de 2022 | 500    | 66.8          | 22.6 22.2 10/11 | 18.0 8             | 19.9 9     | 7.8 3   | 10.6 4/5  | 4.8 0/2 | 5.1 0/2 | 7.1 3   | –      | –     | –     | –     | 2.3       |   |   |   |   |     |
| ElectoPanel/Metrópoli                               | 2–18 de mayo de 2022  | 1,374  | ?             | 23.5 13         | 19.1 10            | 21.4 11    | 5.4 2   | 9.7 5     | 4.9 0   | 3.3 0   | 2.5 0   | 2.3 0  | 0.7 0 | –     | –     | 2.1       |   |   |   |   |     |
| Elecciones al Parlamento de Cataluña de 2021        | 14 Feb 2021           |        | 57.1          | 19.1 (8)        | 9.2 (4)            | 23.6 (11)  | 6.2 (2) | 17.9 (8)  | 5.3 (2) | 6.9 (3) | 7.1 (3) | –      | –     | –     | –     | 4.5       |   |   |   |   |     |
| Elecciones generales de España de noviembre de 2019 | 10 Nov 2019           |        | 73.4          | 21.0 (9)        | 15.6 (7)           | 19.9 (9)   | 5.7 (2) | 12.4 (5)  | 9.5 (4) | 7.0 (3) | 5.3 (2) | –      | –     | –     | –     | 1.1       |   |   |   |   |     |
|                                                     |                       |        |               |                 |                    |            |         |           |         |         |         |        |       |       |       |           |   |   |   |   |     |
| Elecciones municipales de 2019 en Barcelona         | 26 de mayo de 2019    |        | 66.2          | 21.4 10         | 20.7 10            | 18.4 8     | 13.2 6  | 10.5 5    | 5.0 2   | 3.9 0   | 1.2 0   | [ 37 ] | –     | –     | –     | 0.7       |   |   |   |   |     |
|                                                     |                       |        |               |                 |                    |            |         |           |         |         |         |        |       |       |       |           |   |   |   |   |     |

## Acontecimientos posteriores

### Investidura del alcalde
En la votación de investidura celebrada el 17 de junio de 2023 Jaume Collboni, del Partido de los Socialistas de Cataluña, resultó elegido con mayoría absoluta, con los votos de los 10 concejales del PSC-CP, los 9 concejales de BComú-C y los 4 concejales del PP;  Xavier Trias recibió 11 votos de los concejales de su candidatura TriasxBCN y los 5 concejales de ERC-AM; Gonzalo de Oro-Pulido recibió 2 votos de los concejales de su partido Vox.
|  | 56,10 % |

|  | 39,02 % |

|  | 4,88 % |

|  | 100 % |

|  | 100 % |